# ایکیزدره
ایکیزدره (به ترکی استانبولی: İkizdere) یک منطقهٔ مسکونی و شهرستان در ترکیه است که در استان ریزه واقع شده‌است. ایکیزدره ۹٬۸۰۹ نفر جمعیت دارد و ۵۷۰ متر بالاتر از سطح دریا واقع شده‌است.